# Knis
Knis (Gneist en allemand) est un village situé dans le secteur administratif de Gmina Ryn, dans le comté de Giżycko, en Voïvodie de Varmie-Mazurie, dans le Nord de la Pologne. Il se trouve approximativement à 72 kilomètres à l'est d'Olsztyn.

## Histoire
De 1818 à 1945, Gneist fait partie de l'arrondissement de Lötzen (de) dans le district de Gumbinnen au sein de la province de Prusse-Orientale.